# 토마 부엘
토마 부엘(프랑스어: Thomas Bouhail, 1986년 7월 3일~)은 프랑스의 전직 체조 선수로 2008년 하계 올림픽에서 남자 도마 은메달을 획득했다. 또한 세계 선수권 대회 도마 부문에서 금메달 1개를 획득했고 유럽 선수권 대회에서 금메달 2개, 은메달 1개를 획득했다.